# Pitkovický potok
Pitkovický potok (někdy také Vinný) je potok tekoucí ze Svojšovic do pražských Křeslic.

## Průběh toku
Pramení u Svojšovic u tamní betonárny. Odtud přes Svojšovice teče do Otic. Mezi Svojšovicemi a Oticemi se do něj zleva vlévá Vinný potok. Dále potok pokračuje přes Voděrádky a Kuří, kde se do něj zleva vlévá bezejmenný přítok, do Prahy do Lipan. Tam do něj ústí pravostranný bezejmenný přítok. Dále potok pokračuje do Benic, za nimiž do Pitkovického potoka ústí zleva Čestlický potok. Bez dalších přítoků potok dále teče přes Pitkovice ke Křeslicím, kde se vlévá zprava do Botiče.

## Mlýny
Mlýny jsou seřazeny po směru toku potoka.
- Krabošický mlýn – Voděrádky, Krabošická 51
- Starý mlýn – Kuří u Říčan, U Mlýna 2
- Cornův mlýn (Dolejší) – Kuří u Říčan, č.p. 51
- Benický mlýn – Benice, Na koupaliště 10
- Mlýn v Pitkovičkách – Pitkovice-Pitkovičky, původní č.p. 20, zanikl